# Prasanthus paroicus
Prasanthus paroicus là một loài rêu tản trong họ Gymnomitriaceae. Loài này được (Schiffner) Kamim. miêu tả khoa học lần đầu tiên năm 1952.